# Pellenes aethiopicus
Pellenes aethiopicus là một loài nhện trong họ Salticidae.
Loài này thuộc chi Pellenes. Pellenes aethiopicus được Embrik Strand miêu tả năm 1906.